# Ciência cognitiva da audição
Ciência cognitiva da audição ou ciência auditiva cognitiva é um campo interdisciplinar de ciência preocupado com as bases fisiológicas e cognitivas da audição e sua interação com o processamento de sinais em aparelhos auditivos. O campo engloba genética, fisiologia, audiologia, neurociência cognitiva, psicologia cognitiva, linguística e psicologia social.
A pesquisa em ciência cognitiva da audição combina um modelo fisiológico para o estudo da transferência de informação do órgão auditivo externo para o córtex cerebral auditivo, e um modelo cognitivo que explica como a compreensão da linguagem é influenciada pela interação entre o sinal de linguagem recebido e as habilidades cognitivas do indivíduo, especialmente a memória de longo prazo e a memória de trabalho.
Pesquisadores examinam a interação entre o tipo de perda auditiva ou surdez, o tipo de processamento de sinal em diferentes aparelhos auditivos, o ambiente de escuta e as habilidades cognitivas do indivíduo.
A pesquisa em ciência cognitiva da audição é importante tanto para o conhecimento sobre diferentes tipos de perda auditiva e seus efeitos quanto para determinar quais indivíduos podem se beneficiar de certos tipos de processamento de sinais em aparelhos auditivos ou implante coclear, permitindo, assim, a adaptação dos aparelhos auditivos às necessidades individuais.
A ciência cognitiva da audição foi introduzida por pesquisadores do centro de pesquisa Linköping University Linnaeus Centre HEAD (HEaring And Deafness) na Suécia, criado em 2008 com um grande financiamento de 10 anos do Swedish Research Council.